# Вазетдинов, Гимазетдин Вазетдинович
Гимазетдин Вазетдинович Вазетдинов (1907, Исансупово — 1940, Скиппари) — советский военный. Участник советско-финляндской войны. Герой Советского Союза (1940, к званию представлен посмертно). Младший лейтенант.
В Рабоче-Крестьянской Красной армии служил в 1929 ― 1933 годах и с 1934 по 1940 год. С 1938 года кадровый офицер РККА. Участник Зимней войны с февраля 1940 года. Особо отличился во время операции по прорыву советских войск в тыл Выборгской группировки финской армии.
Командир роты 3-го стрелкового батальона 330-го мотострелкового полка 86-й мотострелковой дивизии (7-я армия, Северо-Западный фронт) младший лейтенант Г. В. Вазетдинов в начале марта 1940 года в трудных погодных условиях преодолел по льду Финский залив и участвовал в захвате плацдарма в районе финского села Вилайоки. В критический момент боя заменил выбывшего из строя пулемётчика и нанёс противнику большой урон в живой силе, чем способствовал выполнению боевой задачи. На подступах к хутору Скиппари с группой бойцов уничтожил две огневые точки врага, мешавшие продвижению батальона. Во время штурма хутора Скиппари погиб.
Указом Президиума Верховного Совета СССР от 21 марта 1940 года младшему лейтенанту Вазетдинову Гимазетдину Вазетдиновичу было присвоено звание Героя Советского Союза.
Почётный гражданин Муслюмовского муниципального района Республики Татарстан (2008).

## Биография
Гимазетдин Вазетдинов родился в 1907 году селе Исансупово Поисевской волости Мензелинского уезда Уфимской губернии Российской империи (ныне село Муслюмовского района Республики Татарстан) в семье крестьянина-середняка Вазетдина Ахмадуллина и его жены Гульджихан. Татарин.
Отец Гимазетдина, участник Первой мировой войны, вернулся домой инвалидом и в 1917 году умер от последствий фронтовых ранений, оставив жену, Гульджихан Ибрагимовну, с четырьмя детьми на руках. Гимазетдин к этому времени окончил только первый класс местной школы. Как самый старший он должен был взять на себя заботу о семье. Учёбу пришлось оставить. С 10 лет Гимазетдин батрачил у кулаков, помогал матери по хозяйству, нянчился с младшими детьми. Во время голода 1921 года он вместе с матерью вынужден был просить подаяние. Только в 1922 году, уже пятнадцатилетним подростком, он вновь вернулся за школьную парту, окончив в 1926 году ещё четыре класса национальной татарской школы, открывшейся в соседнем селе Татарское Булярово по программе реализации татарского языка. С 1926 по 1929 год Гимазетдин крестьянствовал в личном хозяйстве матери.
В 1928 году в Исансупово появилась комсомольская ячейка, и Гимазетдин одним из первых в селе вступил в комсомол. Вскоре комсомольцы в сельском клубе организовали курсы ликбеза, где стали обучать грамоте старшее поколение. Далеко не все сельчане были довольны новой властью. Особенно много недовольных было среди зажиточных крестьян. Однако до начала коллективизации стычки партийно-комсомольского актива с кулаками если и случались, то незначительные. Поучаствовать же в процессе коллективизации родного села Гимазетдину не довелось. Когда в 1929 году в Исансупово начали организовывать колхоз «Ленин буляге», его привали в армию.
Воинскую службу красноармеец Вазетдинов начал в Новороссийске, в 65-м стрелковом полку 22-й Краснодарской стрелковой дивизии. Уже скоро его направили на учёбу в полковую школу. За девять месяцев обучения Гимазетдин освоил не только навыки младшего командира, но сокращённый курс семилетней школы, а также поучаствовал в ликвидации бандитизма на Северном Кавказе. После окончания полковой школы он получил назначение на должность командира отделения в своём полку, а когда в 1931 году закончилось время срочной службы ― остался ещё на два года сверхсрочной службы. В этот период Вазетдинов стал кандидатом в члены ВКП(б). Летом 1933 года был назначен старшиной роты.

Гимазетдин Вазетдинов в кругу семьи: слева сидит его супруга Магмура Галеевна с дочерью Дизилей, в центре его мать Гульджихан Ибрагимовна, справа сам Гимазетдин с сыном Вилем. За их спинами стоят братья Магмуры Галеевны Закий и Гайсуман(?)

Демобилизовавшись в октябре 1933 года, Гимазетдин Вазетдинов вернулся в Исансупово, и почти сразу молодого коммуниста направили на месячные курсы председателей колхозов при Мензелинском сельскохозяйственном техникуме. По их окончании он стал председателем колхоза имени В. М. Молотова в деревне Старое Семиострово Калинского района Татарской АССР. Но случилась неприятность. По возвращении из армии Гимазетдин сдал кандидатскую книжку на хранение в сельсовет, но произошёл пожар, и все документы сгорели. За утрату кандидатской книжки Вазетдинов автоматически был исключён из партии и, как следствие, снят с должности председателя колхоза. Гимазетдин решил вернуться в армию. 29 апреля 1934 года он был вторично призван на сверхсрочную службу и получил назначение в 212-й стрелковый полк 71-й территориальной стрелковой дивизии имени Пролетариата Кузнецкого бассейна. Однако уже в октябре того же года его перевели в Елабугу, в 25-й запасной стрелковый полк, на должность старшины 9-й роты.
По дороге к новому месту службы Гимазетдин заехал в родное село. Здесь он познакомился с шестнадцатилетней учительницей Магмурой, которая после окончания педагогических курсов была направлена на работу в школу села Исансупово. В начале 1935 года они поженились. В декабре того же года в Елабуге у них родился первенец, сын Виль, а через два года, в марте 1938 года, дочь Дизиля. Младшая дочь Елена появилась на свет уже после гибели отца, в марте 1940 года.
В сентябре 1936 года Г. В. Вазетдинов был назначен старшиной полковой школы. За полтора года службы в этой должности старшина Вазетдинов зарекомендовал себя отличным младшим командиром и хорошим организатором. В феврале 1938 года командование школы направило его на курсы младших лейтенантов. Став офицером в том же 1938 году, Гимазетдин получил назначение в 86-ю Казанскую стрелковую дивизию имени ЦИК Татарской АССР, где принял под командование стрелковую роту 330-го стрелкового полка.

## Подвиг

Район боевых действий роты младшего лейтенанта Г. В. Вазетдинова

В середине января 1940 года дивизия, в которой служил младший лейтенант Г. В. Вазетдинов, была переброшена в город Кингисепп Ленинградской области, и разместившись в форте «Красногвардейский», начала подготовку к боевым действиям на Карельском перешейке.
Между тем, ещё в декабре 1939 года советскому правительству стало известно о планах англичан и французов об отправке коалиционного экспедиционного корпуса в Финляндию. К середине февраля 1940 года угроза англо-французской интервенции стала приобретать реальные очертания. Несмотря на то, что к этому времени частям Красной армии удалось прорвать линию Маннергейма, противник не спешил капитулировать и продолжал оказывать упорное сопротивление. В сложившихся условиях советскому руководству необходимо было предпринимать дополнительные шаги для скорейшего завершения войны. С этой целью в штабе Северо-Западного фронта был разработан план операции, согласно которому стотысячная группировка советских войск в составе двух стрелковых корпусов и десяти отдельных лыжных батальонов с тяжёлой техникой и вооружением должна была по льду преодолеть Финский залив и захватить финское побережье на участке шириной 25 километров. Успешная реализация плана операции позволила бы создать угрозу окружения Выборгской группировки противника, а также открыть прямую дорогу для наступления Красной армии на Хельсинки. Обеспечить высадку основных сил на заранее захваченные плацдармы на финском побережье должны были передовые мотострелковые батальоны, в число которых был включён и 3-й мотострелковый батальон капитана С. П. Спирькова, в состав которого входила рота младшего лейтенанта Г. В. Вазетдинова.
22 февраля 1940 года 86-я мотострелковая дивизия заняла исходные позиции на острове Койвистосаари, откуда в составе 28-го стрелкового корпуса 7-й армии 4 марта 1940 года совершила марш-бросок по льду Финского залива в тыл Выборгского укрепрайона финских войск. 5 марта 3-й мотострелковый батальон достиг финского берега и захватил плацдарм на полуострове Питканиеми. Финны, обнаружив советский десант, бросили на его ликвидацию все имевшиеся в их распоряжении силы. В критический момент боя младший лейтенант Г. В. Вазетдинов заменил погибшего в бою пулемётчика и нанёс финнам существенный урон, чем во многом способствовал закреплению плацдарма. С подходом основных сил 330-го мотострелкового полка оборона противника была прорвана. 7 февраля 3-й мотострелковый батальон перерезал дорогу Выборг ― Хельсинки и вышел к северной окраине хутора Скиппари. Дальнейшее продвижение советских солдат было остановлено огнём двух вражеских дзотов. Роя канавы в глубоком снегу под шквальным пулемётным огнём, младший лейтенант В. Г. Вазетдинов с двумя группами бойцов подобрался к огневым точкам и гранатами уничтожил их, после чего его рота ворвалась в траншеи противника и закрепилась на окраине населённого пункта. Однако противник не собирался отступать. Он превратил хутор в настоящую крепость. На штурм Скиппари ушёл весь день 8 марта. В этом бою младший лейтенант Вазетдинов, находившийся в самой гуще сражения, погиб.
Первоначально Гимазетдин Вазетдинов был похоронен недалеко от места последнего боя на кладбище населённого пункта Вилайоки, взятого штурмом 10 марта 1940 года. Позднее его прах был перенесён в братскую могилу № 13 в посёлке Кондратьево Выборгского района Ленинградской области.
Указом Президиума Верховного Совета СССР от 21 марта 1940 года за «образцовое выполнение боевых заданий командования на фронте борьбы с финской белогвардейщиной и проявленные при этом отвагу и геройство» младший лейтенант Гимзетдин Вазетдинов был удостоен высокого звания Героя Советского Союза.

## Награды и звания
- Звание Героя Советского Союза (21.03.1940)[3]:

медаль «Золотая Звезда»;
орден Ленина.
- Почётный гражданин Муслюмовского муниципального района Республики Татарстан (2008)[12].

## Память

Бюст на Аллее памяти в Елабуге

Первый памятник Гимазетдину Вазетдинову в виде бронзового бюста, установленного на мраморном постаменте, появился в 1990 году на родине Героя, в селе Исансупово. Данный памятник внесён в список культурного наследия Республики Татарстан. В 2004 году в селе Муслюмово был открыт Мемориальный комплекс боевой и трудовой Славы, на котором были установлены бюсты уроженцев и жителей Муслюмовского района ― Героев Советского Союза Г. В. Вазетдинова, П. А. Днепрова, И. М. Маннанова, полного кавалера ордена Славы Б. М. Салихова и Героев Социалистического Труда З. К. Кашапова и Л. Н. Мусина. В 2012 году бюст Гимазетдина Вазетдинова среди прочих был установлен на Аллее памяти в Елабуге.
Имя Героя Советского Союза Гимазетдина Вазетдинова носят улицы в Елабуге, сёлах Муслюмово и Исансупово.
Мемориальная доска в честь Г. В. Вазетдинова установлена Российским военно-историческим обществом на здании Татаро-Булярской средней школы Муслюмовского района, где он учился.

## Документы
- Автобиография Г. В. Вазетдинова. — 1938. — 1 с.
- Обобщённый банк данных «Мемориал»:

Учётная карточка воинского захоронения № 13 (номер захоронения в ВМЦ 47-672/2014). Страница 1. Общие сведения.
Учётная карточка воинского захоронения № 13 (номер захоронения в ВМЦ 47-672/2014). Страница 2. Схема расположения захоронения.
Учётная карточка воинского захоронения № 13 (номер захоронения в ВМЦ 47-672/2014). Страница 3. В списке погребённых под номером 12.